# Wilhelm Raschendorfer
Wilhelm Raschendorfer (16. srpna 1837 Medlov – 17. prosince 1914 Medlov) byl rakouský politik německé národnosti z Moravy; poslanec Moravského zemského sněmu.

## Biografie
Jeho otcem byl medlovský rolník Johann Raschendorfer. Sám pak byl hospodářem v Medlově. Získal Zlatý záslužný kříž. Byl předsedou 10. okrsku sboru dobrovolných hasičů a velitelem sboru dobrovolných hasičů v Medlově.
V 80. letech se zapojil i do vysoké politiky. V doplňovacích zemských volbách 30. dubna 1889 byl zvolen na Moravský zemský sněm, za kurii venkovských obcí, obvod Mohelnice, Zábřeh, Uničov (poté co zemřel poslanec Franz Maneth). Mandát zde obhájil i v řádných zemských volbách roku 1890 a zemských volbách roku 1896. V roce 1889 se uvádí jako německý liberální kandidát (tzv. Ústavní strana, liberálně a centralisticky orientovaná, později Německá pokroková strana). Jako německý liberál je uváděn i ve volbách roku 1890 a 1896.
Zemřel v prosinci 1914 po krátké nemoci. Příčinou úmrtí byl otok plic. Bylo mu 77 let.